# Ромбак-ле-Фран
Ромба́к-ле-Фран (фр. Rombach-le-Franc) — коммуна на северо-востоке Франции в регионе Гранд-Эст (бывший Эльзас — Шампань — Арденны — Лотарингия), департамент Верхний Рейн, округ Кольмар — Рибовилле, кантон Сент-Мари-о-Мин. До марта 2015 года коммуна в составе кантона Сент-Мари-о-Мин административно входила в округ Рибовилле.
Площадь коммуны — 17,87 км², население — 892 человека (2006) с тенденцией к снижению: 834 человека (2012), плотность населения — 46,7 чел/км².

## Население
Численность населения коммуны в 2011 году составляла 834 человека, а в 2012 году — 834 человека.
| 1962 | 1968 | 1975 | 1982 | 1990 | 1999 | 2006 | 2008 | 2011 | 2012 |
| ---- | ---- | ---- | ---- | ---- | ---- | ---- | ---- | ---- | ---- |
| 1041 | 870  | 765  | 720  | 764  | 820  | 892  | 897  | 834  | 834  |

Динамика населения:

## Экономика
В 2010 году из 542 человек трудоспособного возраста (от 15 до 64 лет) 423 были экономически активными, 119 — неактивными (показатель активности 78,0 %, в 1999 году — 68,9 %). Из 423 активных трудоспособных жителей работали 370 человек (197 мужчин и 173 женщины), 53 числились безработными (29 мужчин и 24 женщины). Среди 119 трудоспособных неактивных граждан 34 были учениками либо студентами, 40 — пенсионерами, а ещё 45 — были неактивны в силу других причин.
На протяжении 2011 года в коммуне числилось 357 облагаемых налогом домохозяйств, в которых проживало 826,5 человек. При этом медиана доходов составила 19735 евро на одного налогоплательщика.

## Достопримечательности (фотогалерея)
- Вид на коммуну
- Церковь